# Vámosszabadi
Vámosszabadi község Győr-Moson-Sopron vármegyében, a Győri járásban.

## Fekvése
Magyarország északnyugati részén, a Duna partján helyezkedik el a 14-es főút mellett. Határátkelő Szlovákia felé. Győr-Moson-Sopron vármegye északkeleti részén található, a megyeszékhelytől mintegy 7 kilométer távolságra. A Kisalföldnek azon a részén fekszik, amely a Rába győri torkolatától északnyugatra, az országhatárig terjed. Ez a Mosoni-síkság, a Mosoni-Duna, valamint az Öreg-Duna által közrezárt Szigetköz. A Rajkától Gönyűig tartó szakaszon a folyó esése csökken, ezért hordalékának nagy részét ma is itt rakja le, s mederágya folyamatosan emelkedik. Régebben emiatt gyakori volt az árvízveszély. Napjainkban már gátakkal védik a környék falvait, köztük Vámosszabadit is.
A községnek vasútállomása – hasonlóan a többi környékbeli faluhoz – nincsen, mivel a Szigetközben nem építették ki a vasútvonalat, s így kizárólag  közúton közelíthető meg. 1954 óta a megyeszékhelyről rendszeresen indítanak helyközi autóbusz járatokat Vámosszabadira, melyek elsősorban az iskolába járó diákokhoz és a dolgozók munkaidejéhez vannak kötve.
A falu nevének két tagja azt sugallja, hogy hajdani két falu épült össze. A Vámos tag arra utal, hogy Alsóvámos évszázadokon keresztül vámszedőhely volt. A Szabadi tag pedig – az egykori Győrszabadi nevet őrzi.

### Közlekedése
A község Győr felől legegyszerűbben a 14-es főúton érhető el, de érinti a területét a 813-as főút, valamint két, négy számjegyű mellékút is.
Utóbbiak közül az 1302-es út egy bő 4 kilométer hosszú útszakasz, amely Győr Bácsa városrészében indul, az 1301-es útból kiágazva, annak a 4+100-as kilométerszelvénye táján, végighalad Vámosszabadi Alsóvámos településrészén, majd Győrszabadi településrész területén ér véget, az 1303-as útba csatlakozva.
Az 1303-as út egy, az előbbinél alig hosszabb útszakasz, mely a 14-esből ágazik ki annak 8+300-as kilométerszelvénye körül, északkelet felé, Győrszabadi nyugati részén, majd Vámosszabadi–Újtelep utolsó házai után kelet felé fordul és Nagybajcson az 1301-es útba csatlakozva ér véget, 4,2 kilométer után.
Van még a településen egy öt számjegyű országos közútnak minősülő útszakasz is, a 13 103-as út, amely az 1303-asból ágazik ki Újtelep belterületén észak-északnyugati irányban és e településrész főutcájaként halad, Duna utca néven. Országos közútnak minősülő szakasza 480 méter, onnantól makadámburkolatú önkormányzati útként folytatódik a Duna partjáig, amit már győrzámolyi külterületen ér el.

## Története
Alsóvámost régebben Vámosnak nevezték, mely vámszedési jogából eredeztethető. Első okleveles említése 1268-ból való, melyben a település „Villa Vamus”-ként szerepelt. Már akkor tartozott hozzá egy puszta, melyet Sáránsérnek (ma Sárás puszta) neveztek. A helységet sok háborús pusztítás érte. Először I. Ottokár cseh király hadai dúlták fel, majd Batu kán tatár hordái tették a földdel egyenlővé. Győr 1594-es ostromakor pedig a török csapatok égették fel. Ekkor pusztult el a falu fából készült temploma is, mely még 1330-ban épült.
Az 1332-1337. évi pápai adószedők tizedjegyzékeiben említik "Wamus" (Vámos) falu templomát. Mátyás király 1466-ból származó leiratából tudjuk, hogy Vámos és környéke akkoriban a győri káptalan birtoka volt. Később ez a terület a Héderváryak és a Viczayak tulajdonába került. Az itt élők a 17. század második felében a lutheránus vallást követték. Ezért 1660-ban Héderváry János győri kanonok felszólította a vámosiakat, hogy térjenek át a katolikus hitre, s ha ezt nem teszik költözzenek el. Emiatt sokan kerestek új otthont a szomszédos Újfaluban, valamint Csiliz- és Csallóköz más helységeiben. A római katolikus gyülekezet anyakönyveit az 1677-es évtől kezdődően vezetik.
A 19. század második felében rendszeresen árvíz pusztított Vámoson, melyek közül az 1896. évi volt a legnagyobb. Ekkor a falu összes háza és a templom is vízben állt. Egy krónikás feljegyezte, hogy csak ladikkal lehetett közlekedni. A 20. század két világháborúja nyomorúságot hozott a településre. 1945 után  földet osztottak, és  Sárás pusztán a Székeskáptalan birtokát is elvették.
1950-ben Alsóvámos egyesült Győrszabadival, melyet régebben Zabodinak hívtak. Az egyesített község ideiglenes neve Alsóvámos volt, mai nevét egy évvel később kapta. A falu neve onnan eredeztethető , hogy az itt élőknek volt egy olyan kiváltságuk, melynek értelmében szabadon halászhattak és vadászhattak. Amit a Vámostól elválasztó holt ágon átvitték az elejtett állatokat, már vámot kellett fizetniük. Ebből pedig Alsóvámos elnevezése ered. Feljegyzések szerint Zabadit és vidékét már a tatárok feldúlták. Továbbá léteznek olyan okmányok is, melyek bizonyítják, hogy a falut Győr 1594-es  ostromakor teljesen megsemmisítették a törökök. Akkoriban nemcsak ez a település pusztult el , hanem a vele határos Kenderes-Medve is, mely soha többé nem népesült be. Szabadiban is közel 200 évnek kellett eltelnie ahhoz, hogy újra emberlakta vidék lehessen. 1658-ban az összeírók még csak egy lakott-, négy egész- és két félhelyes pusztatelket tudtak feljegyezni. 1727-ben is csupán tizenkét jobbágy- és zsellércsalád élt itt.
Alsóvámoshoz hasonlóan, Szabadin is gyakran pusztított  árvíz. Az 1850-től 1899-ig tartó időszakban a település majdnem öt alkalommal került víz alá. De nemcsak ilyen típusú katasztrófa érte a helységet. 1924-ben tűzvész áldozata lett a falu legtöbb háza. Ennek következtében alakult meg az "Önkéntes Tűzoltótestület", melyet 1950-ben újjászerveztek, 1956-ban pedig korszerűsítették felszerelését. Versenyeken vettek részt, s nagyon szép eredményeket értek el: 1957-ben III. helyezést, majd 1958-ban első díjat és 1.000 Ft-ot  nyertek. Szabadihoz is – mint Vámoshoz – tartozott egy puszta, melyet Szúnyogházának, másképpen Lencseházának neveztek. Ez a vidék 1924-ig a Wenckheim grófok birtoka volt; majd a Khuen-Héderváry család tulajdona lett.
1950-ben Győrszabadi egyesült Alsóvámossal, s az újonnan létrejött falut Vámosszabadira keresztelték. A két település lakossága nem fogadta felhőtlen örömmel az összeolvadást. A szabadiak csak azt látták, a pénz Vámosra "vándorol", s a fejlesztések csak ott valósulnak meg.
1954-ben árvíz okozott problémákat Vámosszabadin. Július 15-én kora délután verték félre a harangot, mellyel kitelepülésre szólították fel a lakosságot. Az embereket és állatokat katonai autók szállították Pannonhalmára, valamint Kis- és Nagybarátra. Hetekig állt a víz a településen és csak csónakokon lehetett közlekedni. A házak összedőltek, a vetemények elpusztultak. Az újjáépítés szeptemberben kezdődött el.
1959-ben alakították meg az „Egyetértés Termelőszövetkezet-et, mely 1975-ben egyesült a győri "Kossuth Termelőszövetkezet"-tel. 1966-ban a vámosi, 1968-ban pedig a szabadi temetőben építettek ravatalozót. Közben, 1967-ben sportöltözőt létesítettek.
1969-ben a Vámosszabadihoz tartozó Sáráspusztát Győrhöz csatolták. Ekkor  a település lélekszáma, valamint területe is csökkent. 1977-ben megszűnt a helység önálló tanácsa, s Kisbajcs Község Közös Tanácsának lett társközsége. Ez a közjogi állapot 1990. szeptember 30-ig tartott, Vámosszabadi önálló önkormányzattal rendelkező település lett.
A község infrastrukturális ellátottsága jó. A 342 lakás 99%-a  vezetékes  ivóvízzel ellátott, 72%-uk a szennyvízcsatorna hálózathoz  kapcsolódott, telefon 209 otthonba van bekötve, s a helyi kábeltelevízió hálózatba 181 lakás tartozik. A község 16 utcája közül  12  burkolt illetve portalanított.
A településen található egy 50 férőhelyes napköziotthonos óvoda, ahol 41 kisgyermekről gondoskodik két óvodapedagógus. Az alsó tagozatos iskolában három pedagógus foglalkozik 23 tanulóval. Egészségügyi alapellátást biztosító háziorvosi ellátás hetente három alkalommal, napi két órában működik. A gyermekorvos és a védőnői szolgálat is részmunkaidős.

## Közélete

### Polgármesterei
- 1990–1994: Takács Ferenc (független)[4]
- 1994–1998: Takács Ferenc (független)[5]
- 1998–2002: Takács Ferenc (független)[6]
- 2002–2006: Takács Ferenc (független)[7]
- 2006–2010: Réti Csaba (MSZP)[8]
- 2010–2012: Réti Csaba (független)[9]
- 2012–2014: Réti Csaba (független)[10]
- 2014–2017: Lizákné Vajda Lívia (független)[11]
- 2018–2019: Ambrus Gellért (független)[12]
- 2019–2024: Ambrus Gellért (független)[13]
- 2024– : Ambrus Gellért János (független)[1]

A településen 2012. november 25-én időközi polgármester-választást tartottak, az előző polgármester lemondása miatt. Lemondása ellenére ő is elindult az időközi választáson és meg is nyerte azt.
2018. február 11-én ismét időközi polgármester-választást (és képviselő-testületi választást) kellett tartani a településen, az előző képviselő-testület önfeloszlatása miatt. A választáson a hivatalban lévő polgármester is elindult, de alulmaradt egyetlen kihívójával szemben.

## Népesség
A település népességének változása:
| Lakosok száma | 1614 | 1630 | 1659 | 3825 | 2938 | 2856 | 2961 |
|               | 2013 | 2014 | 2015 | 2021 | 2022 | 2023 | 2024 |

A 2011-es népszámlálás során a lakosok 86,6%-a magyarnak, 1,4% németnek, 0,2% szlováknak mondta magát (13,3% nem nyilatkozott; a kettős identitások miatt a végösszeg nagyobb lehet 100%-nál). A vallási megoszlás a következő volt: római katolikus 55,3%, református 2,7%, evangélikus 2,9%, felekezeten kívüli 11,8% (26,4% nem nyilatkozott).
2022-ben a lakosság 90,8%-a vallotta magát magyarnak, 2% németnek, 0,5% szlováknak, 0,2% cigánynak, 0,2% lengyelnek, 0,1-0,1% görögnek, szlovénnek, ukránnak és horvátnak, 4,1% egyéb, nem hazai nemzetiségűnek (8,8% nem nyilatkozott; a kettős identitások miatt a végösszeg nagyobb lehet 100%-nál). Vallásuk szerint 37,6% volt római katolikus, 4,6% református, 2,8% evangélikus, 0,4% görög katolikus, 0,1% ortodox, 0,9% egyéb keresztény, 0,3% egyéb katolikus, 10,8% felekezeten kívüli (42,5% nem válaszolt).

## Látnivalók
- Mindenszentek templom
- Egyházi Falumúzeum (felavatták 2008. november 8-án)

## Képtár

Az államhatár Vámosszabadinál
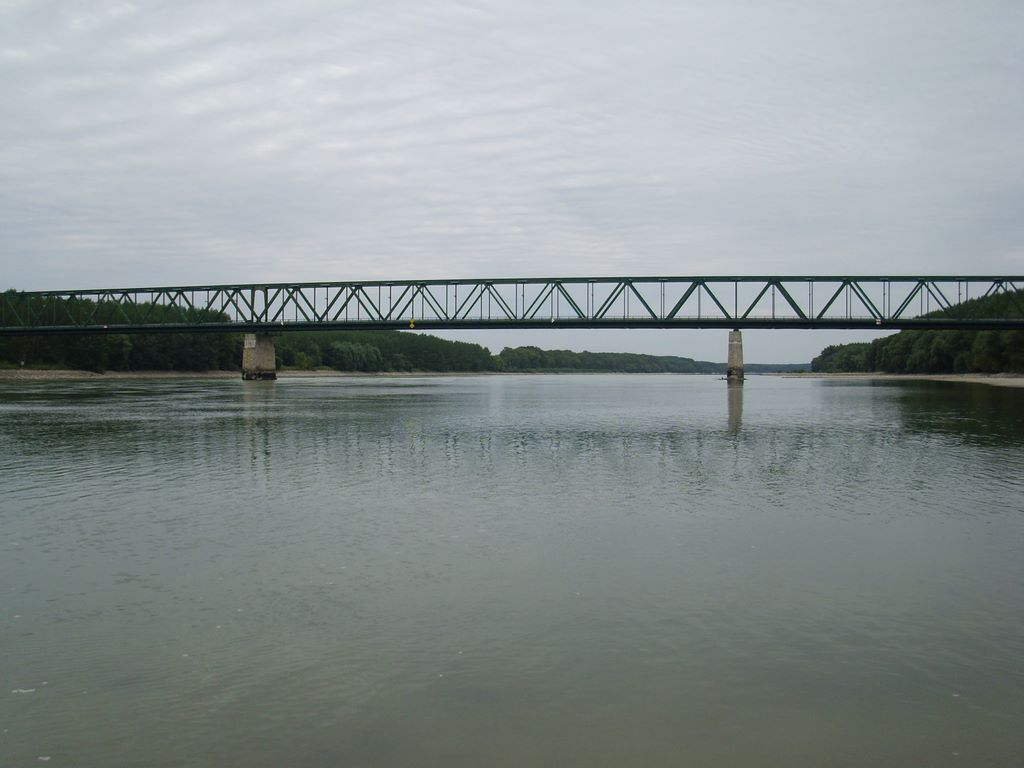
A Dunahíd Medve és Vámosszabadi között
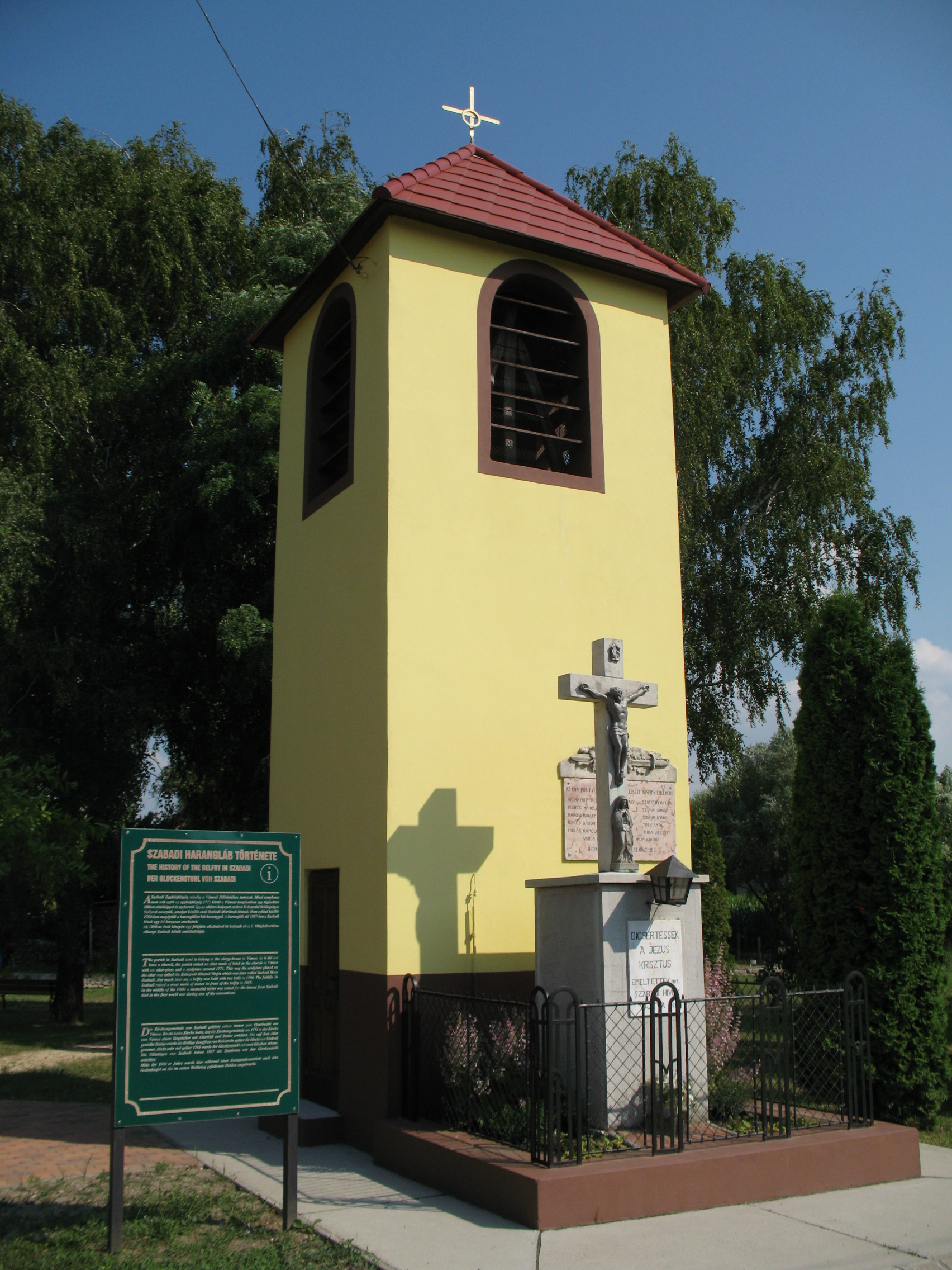
Harangtorony
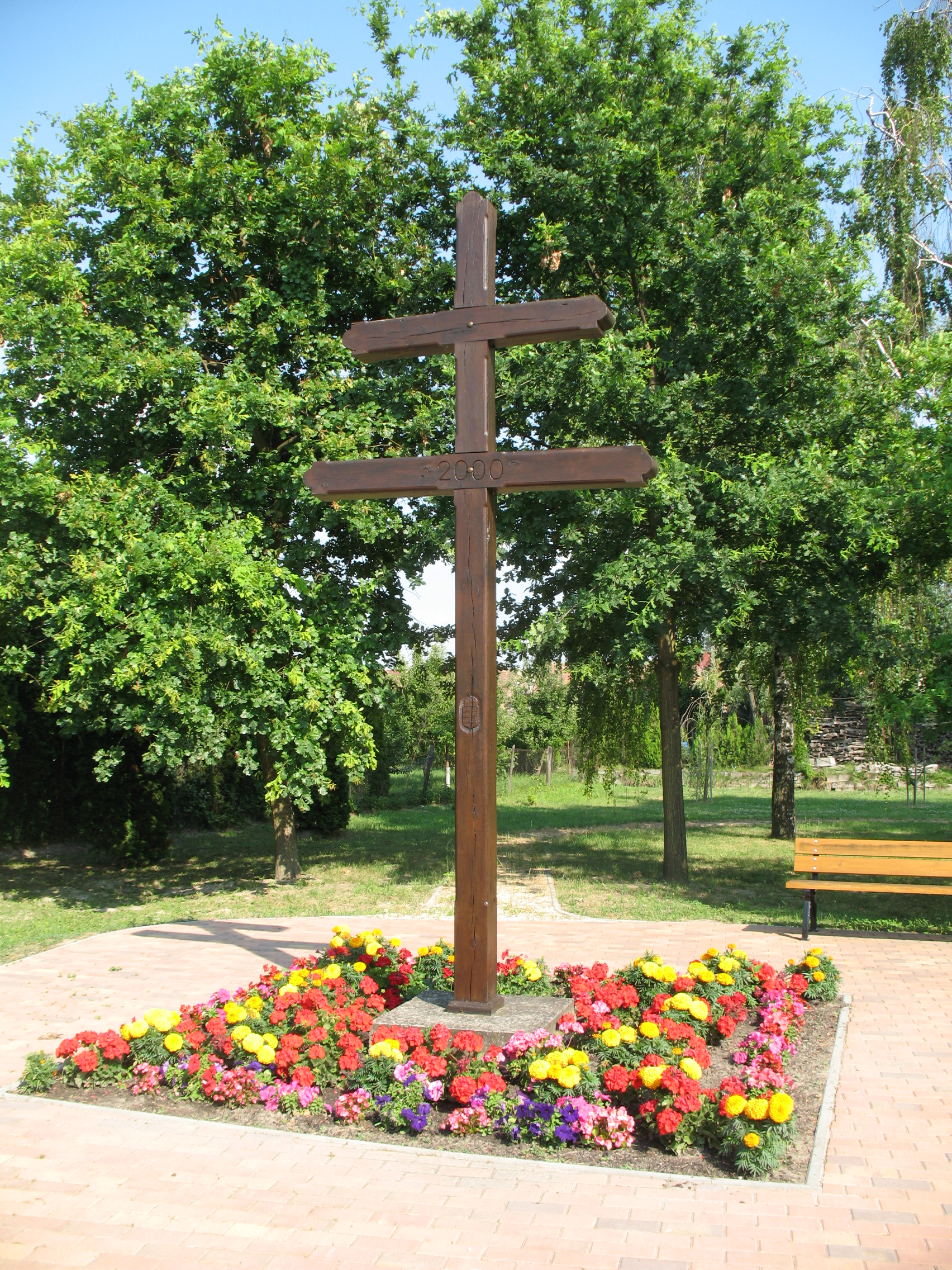
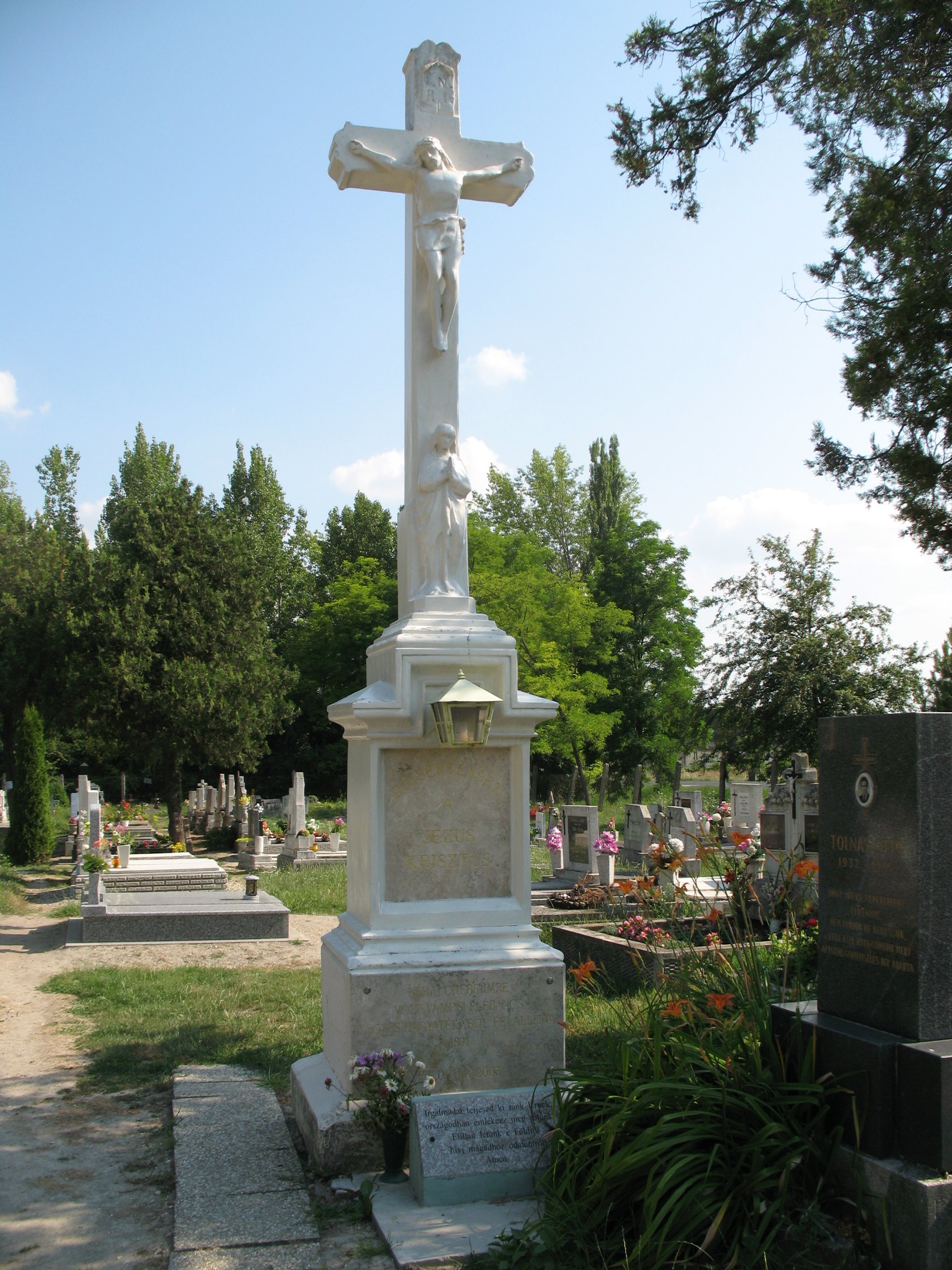
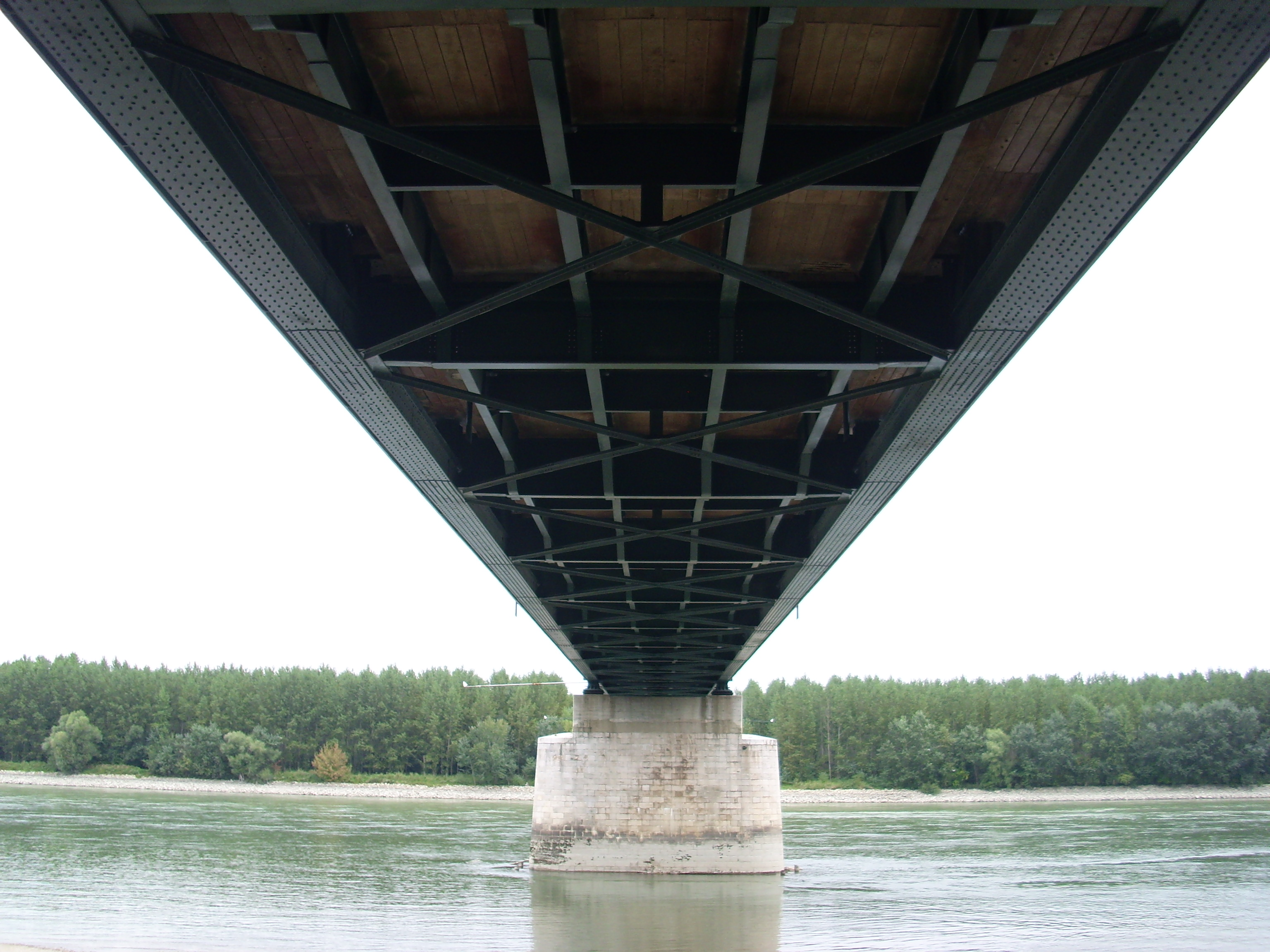
Vámosszabadi híd alulról
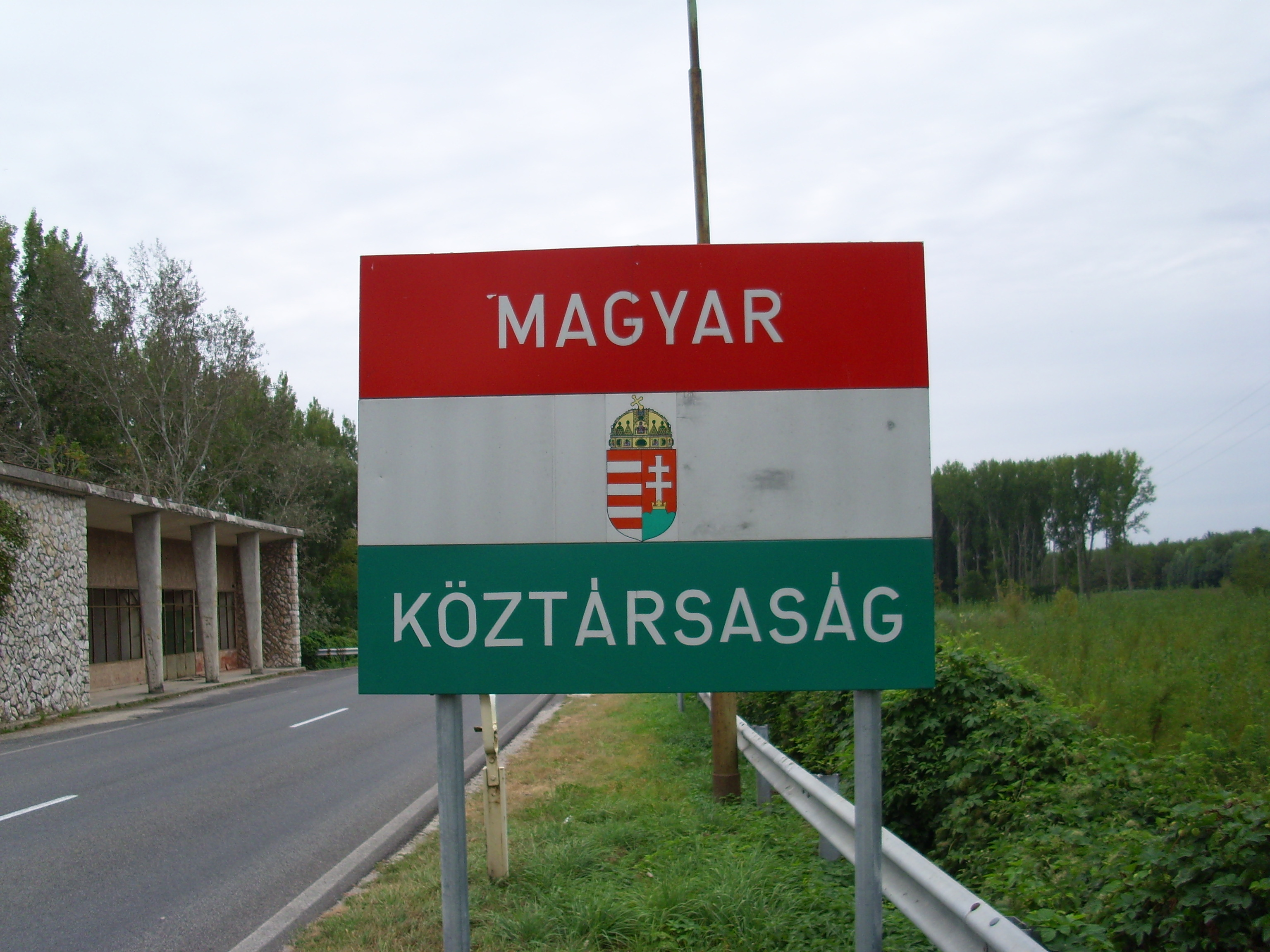
Régi tábla Vámosszabadinál
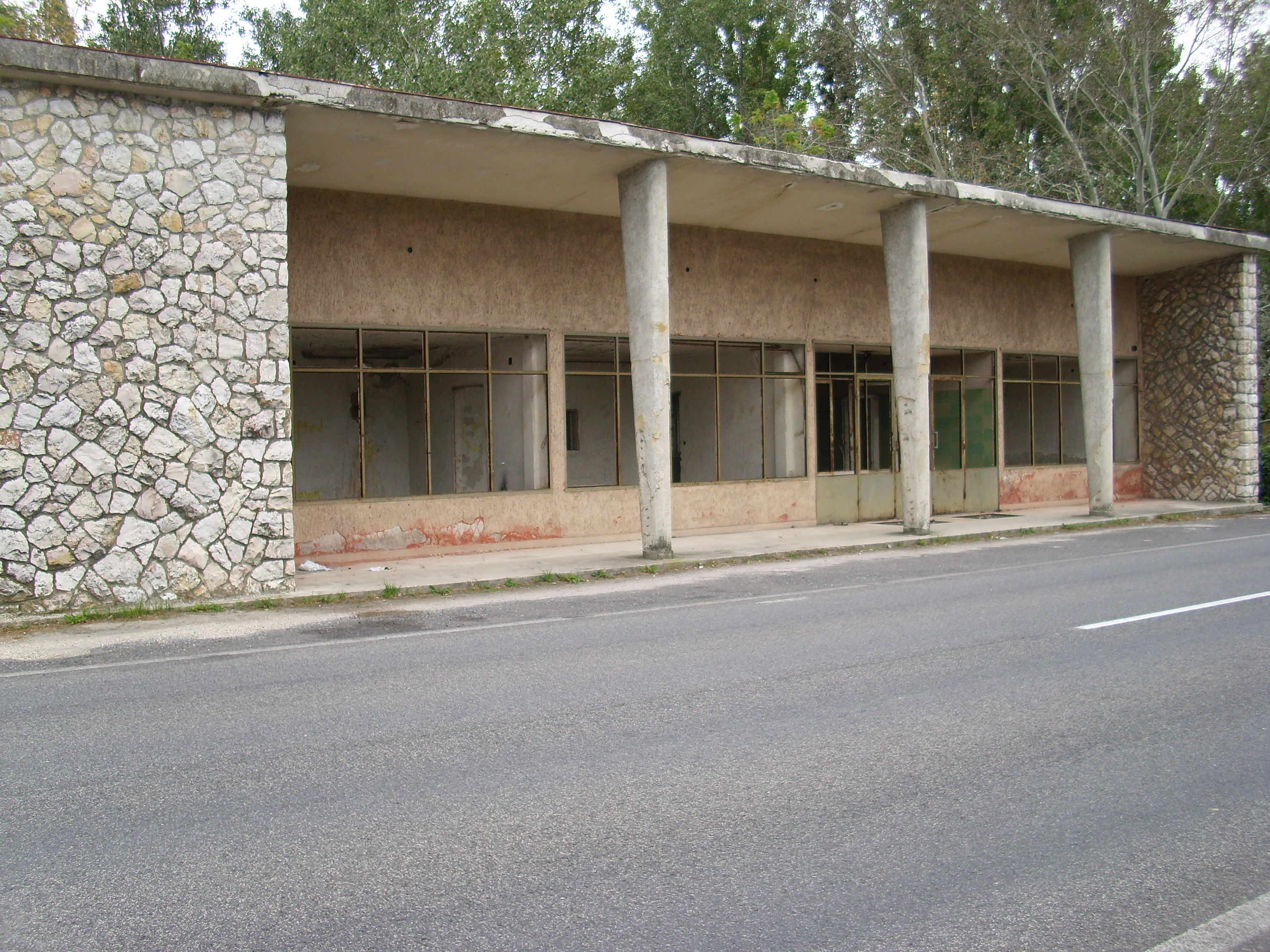
Régi vámépület Vámosszabadinál
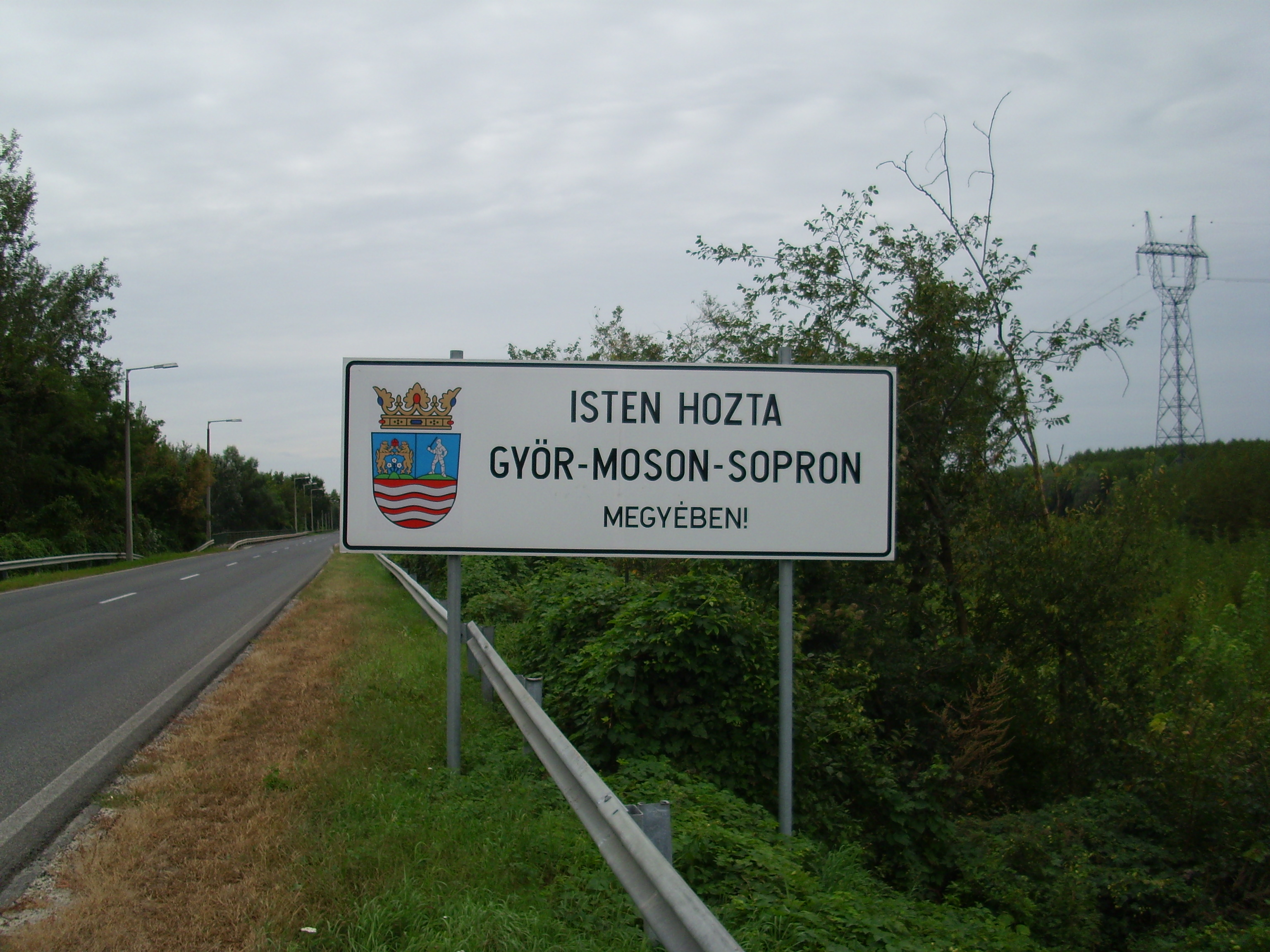
Üdvözlőtábla Vámosszabadinál